# Henning Boel
Henning Boel (ur. 15 sierpnia 1945 w Ikast) – duński piłkarz występujący na pozycji obrońcy.

## Kariera klubowa
Boel karierę rozpoczynał w sezonie 1965 w drugoligowym zespole Ikast FS. Jego barwy reprezentował przez trzy sezony. W sezonie 1968 grał w amerykańskich zespołach Boston Beacons oraz Washington Whips, grających w lidze NASL. Spędził tam sezon 1968. W 1969 roku został graczem szkockiego Aberdeen. W sezonie 1969/1970 wywalczył z nim Puchar Szkocji, a w sezonach 1970/1971 oraz 1971/1972 wicemistrzostwo Szkocji. W 1974 roku wrócił do Stanów Zjednoczonych, gdzie przez dwa sezony grał w zespole NASL – Boston Minutemen. W 1975 roku zakończył tam karierę.

## Kariera reprezentacyjna
W reprezentacji Danii Boel zadebiutował 3 lipca 1966 w przegranym 0:2 towarzyskim meczu z Anglią. W latach 1966–1971 w drużynie narodowej rozegrał 15 spotkań.